# 太魯閣大山
太魯閣大山（タロコ大山、たいろかくだいざん）は、台湾花蓮県秀林郷にある標高3,282mの山である。

## 概要
太魯閣大山は奇莱東稜の凱金山から南にのびる支脈の末端に位置し、台湾百岳の中で56位だった。山頂には、二等三角点が設置されている。
現在使用されている主な登山道には、合歓山の松雪楼前入口（奇莱登山口）から黒水塘鞍部・奇莱北峰・月形池・磐石山・太魯閣大山の北側の鞍部を経由するもの、中横公路の慈母橋側の入口（岳王亭登山口）から1号索道・9キロの工寮・12キロの研海林道・乾水池営地・立霧主山・太魯閣大山の北側の鞍部を経由するものが挙げられる。